# 特伦顿 (密歇根州)
特伦顿（Trenton）是美国密歇根州韦恩县的一座城市。
根据2000年美国人口普查，共有19,584人，其中白人占96.92%。